# Palermo (pokrajina)
Pokrajina Palermo (talijanski: Provincia di Palermo, sicilijanski: Pruvincia di Palermu) je jedna od devet pokrajine u talijanskoj regiji Siciliji. Glavni i najvažniji grad pokrajine je Palermo.
Ova najveća sicilijanska pokrajina koja se nalazi na sjeveru otoka ima obalu na Tirenskom moru. Na zapadu graniči s pokrajinom Trapani, na jugu s pokrajinom Agrigento i pokrajnom Caltanissetta, te na istoku s pokrajinama Enna i Messina.
Pokrajina je podijeljena na 82 općine, uključujući otok Ustica. Najveći dio stanovništva živi u glavnom mjestu i u obalnim područjima.
Turističke atrakcije su Palermo, najveći grad Sicilije, gradovi Monreale i Cefalù, te arheološka nalazišta Himera i Solunto. Svjetski poznato mjesto u ovoj pokrajni postao je gradić Corleone kojeg je proslavio roman "Kum" autora Marija Puza.

## Najveće općine
Najveće općine prema broju stanovnika (stanje 30. lipnja 2005.) su:
| Općina          | Broj stanovnika |
| --------------- | --------------- |
| Palermo         | 673.752         |
| Bagheria        | 54.258          |
| Monreale        | 34.964          |
| Partinico       | 31.533          |
| Carini          | 29.423          |
| Termini Imerese | 27.523          |
| Misilmeri       | 25.323          |
| Villabate       | 19.535          |

## Vanjske poveznice
- Službena stranica
- Informacije na portalu Sicily Web
- Turističke informacije
- Stranica sveučilišta u Palermu